# Nichelle Nichols
Nichelle Nichols, nascida Grace Nichols, (Robbins, Illinois, 28 de dezembro de 1932 - 30 de julho de 2022) foi uma atriz, dançarina e cantora estadunidense. Ficou conhecida por interpretar a oficial Uhura na série Star Trek, onde ganhou popularidade como ícone afro-americana.

## Biografia
O seu papel de maior destaque foi o da Tenente Uhura na telessérie original de Star Trek e nas longa-metragens para o cinema relacionados à série, nos quais a personagem foi promovida a Capitão-de-Fragata (Commander, em inglês).
Antes de começar a sua carreira de atriz, Nichelle cantava com Duke Ellington e Lionel Hampton.
No papel da Tenente Uhura, a atriz participou no primeiro beijo "inter-racial" da televisão norte-americana, com o ator canadense William Shatner (atuando como o capitão James T. Kirk) no episódio Plato's Stepchildren (1968).
Em 4 de junho de 2015, Nichols sofreu um ataque isquêmico transitório (AIT), mas, segundo o site oficial de Star Trek, recuperou-se bem. Em 2018 foi diagnosticada com demência, o que forçou sua aposentadoria de convenções e entrevistas.
Nichols morreu a 30 de julho de 2022, aos 89 anos de idade.

## Carreira
A sua chance veio numa aparição em Kicks and Co., o musical de 1961 altamente elogiado, mas de pouco sucesso de Oscar Brown. Numa sátira velada da revista Playboy, ela interpretou Hazel Sharpe, uma voluptuosa rainha do campus que estava a ser tentada pelo diabo e pela Orgy Magazine a se tornar a "Donzela Orgy do Mês". Embora a peça tenha encerrado após uma curta temporada em Chicago, Nichols atraiu a atenção de Hugh Hefner, o editor da Playboy, que a contratou para o seu Chicago Playboy Club.
Ela também interpretou o papel de Carmen numa produção de Carmen Jones em Chicago e atuou numa produção de Porgy and Bess em Nova York. Entre atuar e cantar, Nichols fazia trabalhos ocasionais de modelo.
A janeiro de 1967, Nichols também foi destaque na capa da revista Ebony, e teve dois artigos na publicação em cinco anos. Nichols viajou pelos Estados Unidos, Canadá e Europa como cantora com as bandas de Duke Ellington e de Lionel Hampton. Na Costa Oeste, ela apareceu em The Roar of the Greasepaint e For My People e recebeu muitos elogios pela sua atuação na peça de James Baldwin, Blues for Mister Charlie. Antes de ser escalada como tenente Uhura em Star Trek, Nichols foi uma atriz convidada na primeira série do produtor de televisão Gene Roddenberry, The Lieutenant (1964) em um episódio, "To Set It Right", que lidou com o preconceito racial.

### Star Trek

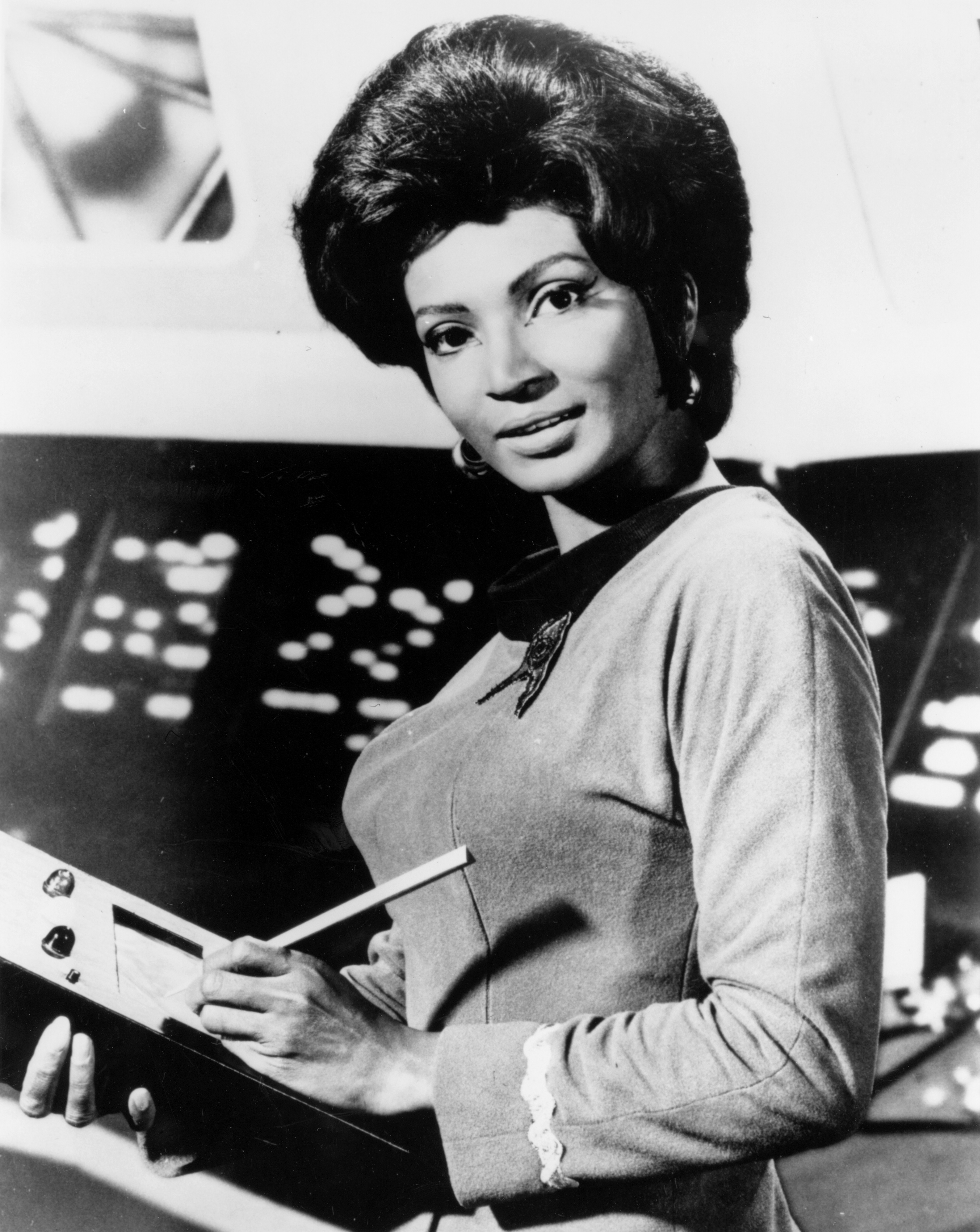
Nichelle Nichols como Uhura, a oficial de comunicações na nave Enterprise.

Em Star Trek, Nichols foi uma das primeiras mulheres negras a aparecer numa grande série de televisão, já que o seu papel coadjuvante proeminente como oficial de ponte era sem precedentes. Durante o primeiro ano da série, Nichols foi tentada a deixar a série, pois ela queria seguir uma carreira na Broadway; no entanto, uma conversa com o Dr. Martin Luther King Jr. a fez mudar de ideia. Ela disse que King a encorajou pessoalmente a permanecer na série, dizendo que ele era um grande fã de Star Trek. Ele disse que ela "não podia desistir" porque estava representando um modelo vital para crianças e jovens negras em todo o país, bem como para outras crianças que veriam os negros aparecendo como iguais. Perto do final da primeira temporada de Star Trek, Nichols viu uma oportunidade de um papel que lhe permitiria se mudar para a Broadway. Ela via isso como seu propósito na vida, estar na Broadway em vez de na televisão, então ela decidiu que deveria aceitar o papel. Nichols foi ao escritório de Gene Roddenberry, disse-lhe que ela planejava partir e entregou-lhe sua carta de demissão. Roddenberry havia tentado brevemente convencer Nichols a ficar, mas não adiantou, então ele disse a ela para tirar o fim de semana de folga e se ela ainda achasse que deveria ir, ele lhe daria sua bênção. Naquele fim de semana exato, Nichols compareceu a um banquete que estava sendo administrado pela NAACP, neste banquete ela encontrou um fã que realmente queria conhecê-la:
Achei que fosse um Trekkie e disse: 'Claro'. Olhei para o outro lado da sala e quem quer que fosse o fã teve que esperar porque lá estava o Dr. Martin Luther King caminhando em minha direção com um grande sorriso no rosto. Ele estendeu a mão para mim e disse: 'Sim, Sra. Nichols, eu sou seu maior fã.' Ele disse que Star Trek era o único programa que ele e sua esposa Coretta permitiriam que seus três filhos pequenos ficassem acordados e assistissem. [Ela contou a King sobre seus planos de deixar a série porque ela queria um papel que estava ligado à Broadway.] Eu nunca contei a ele por que, porque ele disse, 'você não pode, você não pode ... pela primeira vez na televisão, seremos vistos como deveríamos ser vistos todos os dias, como inteligentes, de qualidade, bonitos, pessoas que sabem cantar, dançar, podem ir para o espaço, que são professores, advogados. ”O Dr. King Jr foi além, afirmando“ Se você sai, essa porta pode ser fechada porque o seu papel não é um papel negro, e não é um papel feminino, ele pode preenchê-lo com qualquer pessoa, mesmo um alienígena.”
Essa resposta do Dr. King Jr. deixou Nichols sem palavras, permitindo que ela percebesse o quão importante para o movimento pelos direitos civis era seu papel, e no dia seguinte ela voltou ao escritório de Roddenberry para dizer a ele que ficaria.
A ex-astronauta da NASA Mae Jemison citou o papel de Nichols da Tenente Uhura como sua inspiração para querer se tornar um astronauta e Whoopi Goldberg também falou da influência de Nichols.
No seu papel como Tenente Uhura, Nichols beijou o ator branco William Shatner que interpretava o Capitão James T. Kirk a 22 de novembro de 1968, no episódio de Star Trek "Plato's Stepchildren". O episódio é citado como o primeiro exemplo de um beijo interracial na televisão norte-americana com roteiro. O beijo entre Shatner e Nichols foi visto como inovador, embora tenha sido retratado no episódio como um ato forçado por telecinesia alienígena. Houve alguns elogios e alguns protestos. Na página 197 da sua autobiografia de 1994, Beyond Uhura, Star Trek and Other Memories, Nichols cita uma carta de um sulista branco que escreveu: "Sou totalmente contra a mistura das raças. No entanto, se um homem americano de sangue quente como o capitão Kirk tem uma bela dama nos braços que se parece com Uhura, ele não vai resistir".
Apesar do cancelamento da série em 1969, Star Trek sobreviveu de outras maneiras e continuou a desempenhar um papel na vida de Nichols. Ela novamente forneceu a voz de Uhura em Star Trek: The Animated Series; em um episódio, "The Lorelei Signal", Uhura assume o comando da Enterprise. Nichols observou na sua autobiografia a sua frustração por isso nunca ter acontecido na série original. Nichols coestrelou seis filmes de Star Trek, sendo o último Star Trek VI: The Undiscovered Country.

### Outros papéis de atuação

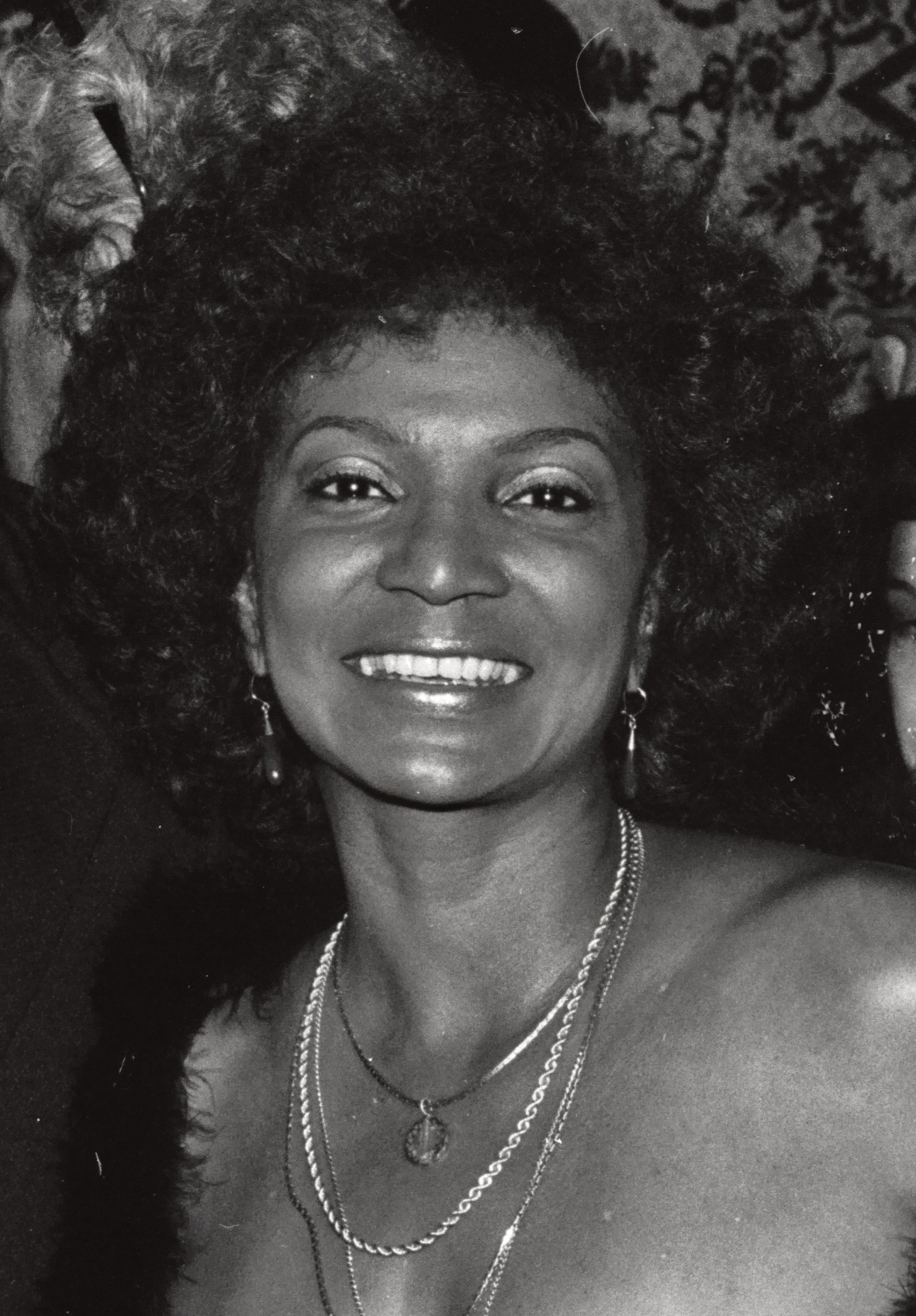
Nichols em 1979.

Em 1994, Nichols publicou a sua autobiografia Beyond Uhura: Star Trek and Other Memories. Nela, ela afirma que o papel de Peggy Fair na série de televisão Mannix foi oferecido a ela durante a temporada final de Star Trek, mas o produtor Gene Roddenberry recusou-se a liberá-la do seu contrato. Entre o final da série original e a série de animação e filmes de Star Trek, Nichols apareceu em pequenos papéis na televisão e no cinema. Ela apareceu brevemente como secretária em Doctor, You Got to Be Kidding! (1967), e interpretou Dorinda, uma senhora desbocada em Truck Turner (1974), ao lado de Isaac Hayes, sua única aparição em um filme Blaxploitation.
Nichols apareceu como animação no episódio "Anthology of Interest I" de Futurama como um dos Vice-Presidential Action Rangers de Al Gore , e ela forneceu a voz de sua própria cabeça numa jarra de vidro no episódio "Where No Fan Has Gone Before" . Ela expressou o papel recorrente da mãe de Elisa Maza, Diane Maza, na série animada Gargoyles, e interpretou Thoth-Kopeira em um episódio de Batman: The Animated Series. Em 2004, ela forneceu a voz para si mesma no episódio "Simple Simpson" dos Simpsons. Na comédia Snow Dogs (2002), Nichols apareceu como a mãe do protagonista masculino, interpretado por Cuba Gooding Jr. Em 2006, ela apareceu como personagem-título do filme Lady Magdalene's, a dona de um bordel legal em Nevada padrão. Ela também atuou como produtora executiva e coreógrafa, e cantou três canções no filme, duas das quais ela compôs. Além de suas habilidades de atuação, Nichols é uma dançarina e cantora talentosa. Ela foi indicada duas vezes para o Prémio Sarah Siddons de Melhor Atriz do teatro de Chicago. A primeira indicação foi por sua interpretação de Hazel Sharpe em Kicks and Co.; a segunda por sua atuação em The Blacks.
Nichols desempenhou um papel recorrente na segunda temporada do drama da NBC Heroes. A sua primeira aparição foi no episódio "Kindred", que foi ao ar em 8 de outubro de 2007. Ela interpretou Nana Dawson, a matriarca de uma família de Nova Orleans devastada financeira e pessoalmente pelo furacão Katrina, que cuida de seus netos órfãos e de seu sobrinho-neto, série regular Micah Sanders. Em 2008, Nichols estrelou o filme O Torturador, no papel de um psiquiatra. Em 2009, ela se juntou ao elenco de The Cabonauts, uma comédia musical de ficção científica que estreou na Internet. Interpretando CJ, o CEO da Cabonauts Inc, Nichols também cantou e dançou. Em 30 de agosto de 2016, ela foi apresentada como a mãe idosa de Neil Winters na longa novela The Young and the Restless. Ela recebeu sua primeira indicação ao Daytime Emmy na categoria "Melhor ator convidado em uma série de drama" por este papel em 22 de março de 2017.

## Importância histórica
O papel de Tenente Uhura representou um marco histórico para a sociedade americana. A  presença de uma mulher negra na ponte de comando e com patente de Tenente, representou uma possibilidade de futuro de desenvolvimento para toda uma geração de jovens negros que vivam uma luta por direitos civis. A famosa atriz, comediante, cantora e apresentadora Whoopi Goldberg, ganhadora de muitos prêmios inclusive o Óscar de Melhor Atriz Coadjuvante (1990) e Golden Globe Award, declarou que viu a tenente Uhura na televisão e correu para contar para a mãe dizendo: "Eu acabei de ver uma mulher negra na televisão, e ela não é nenhuma empregada!"
O próprio Martin Luther King Jr pediu a Nichelle para não sair do seriado pois era uma inspiração para a juventude negra.
Mais tarde, a NASA utilizou Nichelle Nichols para uma campanha de incentivo a jovens negros para ingresso no programa espacial.